# Leo Hendrik Baekeland
Leo Hendrik Baekeland  (Gent, 1863. november 14. – Beacon, New York, 1944. február 23.) belga (flamand) származású amerikai kémikus, feltaláló.

## Élete
Charles Baekeland cipész és Rosalia Merchie fiaként már korán természettudományos és gazdasági érdeklődést mutatott. Egy esti iskola fiatal hallgatójaként a kémia, a fizika és a közgazdaságtan témakörében kiemelkedő eredményeket ért el. 1880-tól kapott ösztöndíja lehetővé tette a kémia tanulmányozását a Genti Egyetemen. 1884-ben, alig 20 évesen doktorált. 1888-tól docens volt a genti egyetem kémia tanszékén, mellette egy középiskolában is tanított. 1889-ben feleségül vette Celine Swartsot, Theodore Swarts vegytanprofesszor lányát.
Még abban az évben tett tanulmányútja során úgy döntött, hogy az Amerikai Egyesült Államokban marad. 1893-tól a Nepera Chemical Companyt (Nepera Park, NY) vezette. 1899-ben eladta az 1893-ban általa kifejlesztett Velox-fotopapír (a mesterséges megvilágítású fényképek gyors előhívásához) licencét egymillió dollárért az Eastman Kodak cégnek. Ez az összeg lehetővé tette, hogy saját laboratóriumában folytathassa kísérleteit. Az elektrokémiai folyamatok vizsgálata után, Adolf von Baeyer 1872-es felfedezése alapján 1905-ben kikísérletezte a fenol és formaldehid kondenzációs reakcióját. Kifejlesztett egy autoklávot (Bakelizer), amely igény szerint felváltva fűtött és hűtött, lehetővé téve a kémiai reakció hőmérsékletének szabályozását nyomás alatt. Számos kísérletben meghatározta a reakció lefolyását befolyásoló tényezőket.
1907 decemberében az Amerikai Egyesült Államok szabadalmi hivatalánál bejelentette a  bakelitre vonatkozó találmányát. A következő években zajlott szabadalmi viták az ő javára dőltek el. 1909 decemberében megkapta a szabadalmat. 1910 végén megalapította a General Bakelite Company nevű cégét, amely évi 200 ezer tonna bakelitet állított elő. A céget 1939-ben az Union Carbide szerezte meg.
Németországban a Rütgerswerke szabadalmi engedélyt szerzett és 1909-ben elkezdődött a bakelit gyártása. 1910. május 25-én Julius Rutgers vállalkozó támogatásával Baekeland is megalapította Bakelite GmbH-ját Erknerben, Berlin közelében.
Az 1910 utáni években Baekeland a Bakelite Corporation elnökeként számos tiszteletbeli pozíciót töltött be.

## Elismerései
- 1910-ben megkapta a William H. Nichols-érmet az American Chemical Societytől.
- 1913-ban megkapta a Willard Gibbs-medált az American Chemical Societytől.
- 1935-ben az Amerikai Filozófiai Társaság tagjává fogadta.
- 1936-ban a National Academy of Sciences tagjává választották.

## Emlékezete
- Az ACS az ő tiszteletére alapította a Leo Hendrik Baekeland-díjat.
- Az amerikai Time 1999. március 29-én közzétett felmérése szerint „a 20. század 20 legnagyobb gondolkodói és tudósai” között szerepel.
- Síremléke a Sleepy Hollow temetőben látogatható.

## Találmányai

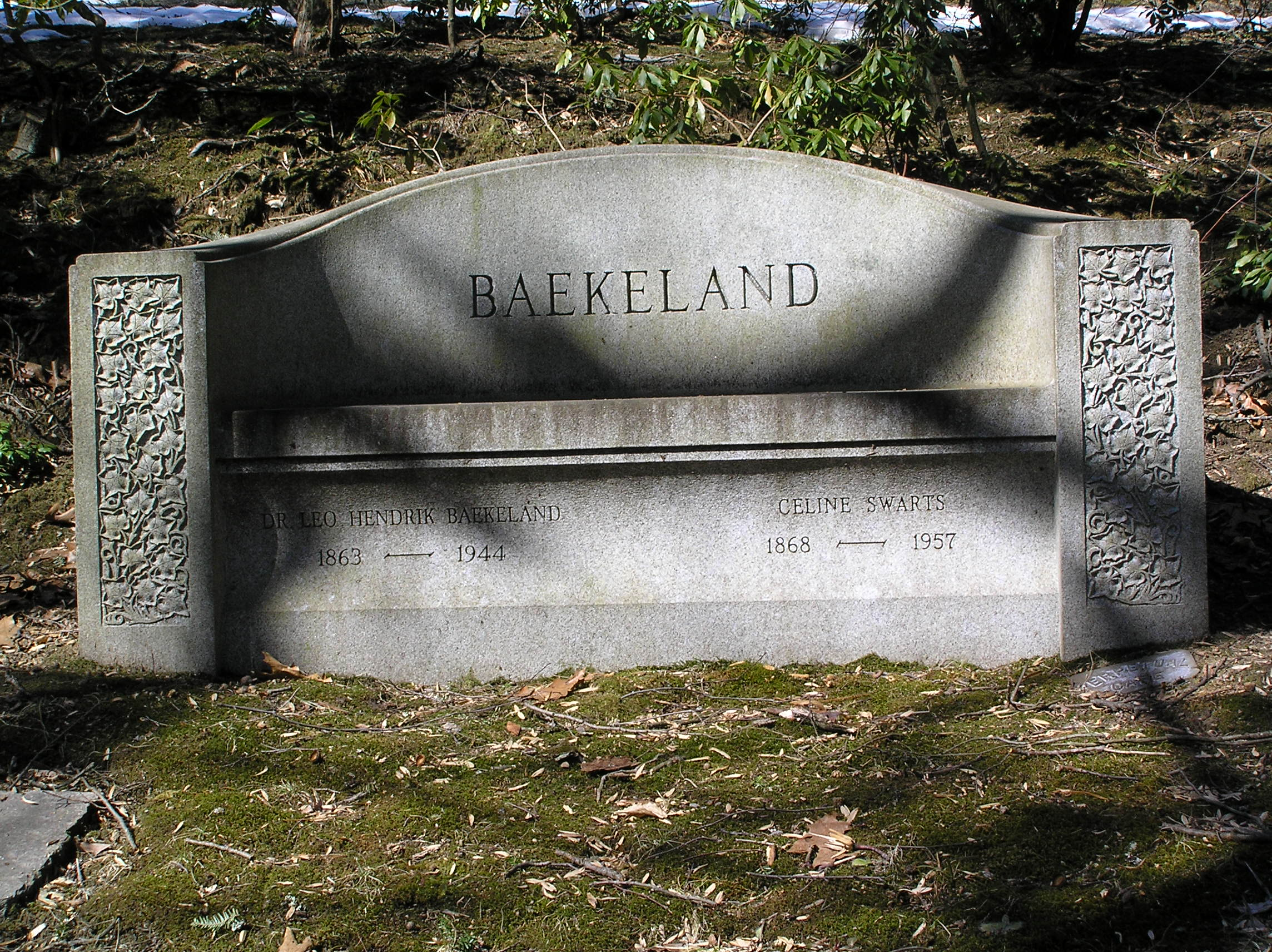
Leo Hendrik Baekeland síremléke

A Velox-fotópapír (1893) és a bakelit feltalálója. A bakelit az első valódi szintetikus műanyag (első fenol-formaldehid műgyanta) volt, amely kitűnő elektromos szigetelő, erős mechanikai tulajdonságokkal; sok használati tárgy alapanyaga lett. Baekeland magáról nevezte el, 1909 decemberétől szabadalom az Amerikai Egyesült Államokban.

## Családja
Gyermekei George Baekeland, Jennifer Baekeland, és Nina Roll Baekeland (Wyman) voltak.

## Fordítás
- Ez a szócikk részben vagy egészben  a   Leo Hendrik Baekeland című német Wikipédia-szócikk ezen változatának fordításán alapul.  Az eredeti cikk szerkesztőit annak laptörténete sorolja fel. Ez a jelzés csupán a megfogalmazás eredetét és a szerzői jogokat jelzi, nem szolgál a cikkben szereplő információk forrásmegjelöléseként.